# Parmigiano-Reggiano
Parmigiano-Reggiano eller parmesan er en hård ost af komælk. Revet parmesanost bruges ofte på pastaretter, ligesom den er en vigtig ingrediens i risotto.

## Produktion
Parmesan laves af mælk fra køer, der malkes to gange dagligt. Produktionen begynder med mælken fra aftenmalkningen, som hældes i store, brede kar, hvor fløden får lov at samle sig på overfladen natten over. Om morgenen skummes fløden, og den resterende skummetmælk blandes med mælken fra morgenmalkningen. Det hele hældes i store kobberkar og tilsættes valle, der stammer fra forrige ostefremstilling.
Massen opvarmes til 33-35 °C, og der tilsættes osteløbe, som får ostemassen til at klumpe sig sammen. Det hele brydes op til en grynet masse, der varmes yderligere op til 55 °C, hvorpå den hældes på forme. Her drypper ostene af i et par dage, hvorefter de lægges i saltlage i 20-25 dage, så de opnår den karakteristiske salte smag.
Endelig skal osten lagres i mindst 12 måneder, men de bedste oste er ofte lagret i over to år.

## Historie
Parmesan opstod i provinsen Reggio Emilia, hvorfra det hurtigt bredte sig til byerne Parma og Modena. Parmesan begyndte at blive almindeligt kendt i Italien allerede i 800- og 900-tallet, og Giovanni Boccaccio nævner i Dekameron fra 1348 et sted, hvor folk boede på et bjerg af parmesan.
I 1951 fik osten Parmigiano-Reggiano-navnet. Et konsortium af osterier i Emilia-Romagna producerer den. I 1996 fik osten geografisk beskyttelse med betegnelsen Denominazione di Origine Protetta (DOP).